# Palaeocaridacea
Palaeocaridacea Brooks 1962 é uma ordem integrada na superordem Syncarida de crustáceos epifaunais omnívoros da classe Malacostraca. A ordem encontra-se extinta, sendo conhecidos restos fósseis datados do Carbonífero até ao Permiano. As espécies incluídas caracterizam-se pela ausência de carapaça, por não apresentarem fusão entre o primeiro segmento torácico e a cabeça e por terem o tórax e o abdómen tenuemente separados. O abdómen apresenta 6 segmentos e as patas torácicas são birramadas, com guelras, mas sem pinças.
A designação Palaeocaridacea foi proposta por Brooks (1962) e incluída na classe Malacostraca por Schram & Schram (1979). A ordem inclui o grupo †Uronectes Bronn 1850 do Carnonífero norte-americano.